# Monti Măcin
I Monti Măcin sono una catena montuosa che si trova a Tulcea, in Dobrugia (Romania).
Sono tra le più antiche catene montuose d'Europa, formatesi circa 400 milioni di anni fa. Il picco più alto è il Ţuţuiatu (chiamato anche Greci), che ha un'altezza di 467 metri.